# Robert Leroux
Robert Leroux (ur. 22 sierpnia 1967 w Casablance) – francuski szermierz, szpadzista, brązowy medalista olimpijski i sześciokrotny medalista mistrzostw świata.
Na igrzyskach olimpijskich w Barcelonie w 1992 roku zajął czwarte miejsce w zawodach drużynowych. Brał również udział w igrzyskach olimpijskich w Atlancie w 1996 roku, gdzie reprezentacja Francji w składzie: Jean-Michel Henry, Robert Leroux i Éric Srecki zdobyła drużynowo brązowy medal. W rywalizacji indywidualnej zajął dwunaste miejsce. 
Podczas mistrzostw świata w Budapeszcie w 1991 roku wspólnie z Érikiem Sreckim, Olivierem Lengletem i Hervé Fagetem zdobył drużynowo srebrny medal. W konkurencji tej Francuzi z Leroux w składzie zdobywali następnie złoty medal na mistrzostwach świata w Atenach (1994) oraz srebrne podczas mistrzostw świata w Essen (1993) i mistrzostw świata w Hadze (1995). Na mistrzostwach świata w Hadze w 1995 roku zdobył srebrny medal w rywalizacji indywidualnej, przegrywając w finale z Érikiem Sreckim. Ponadto podczas rozgrywanych dwa lata później mistrzostw świata w Kapsztadzie był indywidualnie trzeci, za Sreckim i Rosjaninem Pawłem Kołobkowem.
Jego żoną jest Valérie Barlois.